# Småtjärnarna (Skogs socken, Hälsingland)
Småtjärnarna är en sjö i Söderhamns kommun i Hälsingland och ingår i Skärjåns huvudavrinningsområde.